# آرثر بيك
آرثر بيك (بالإنجليزية: Arthur Beck)‏ هو سياسي أسترالي، ولد في 8 يوليو 1892 في أستراليا، وتوفي في 28 نوفمبر 1965. حزبياً، نشط في حزب أستراليا المتحدة. وقد انتخب عضو مجلس النواب الأسترالي عن دائرة Division of Denison ‏ (21 سبتمبر 1940 – 21 أغسطس 1943).